# Селайя, Хосе Херонимо
Хосе Херонимо Селайя (исп. José Jerónimo Zelaya Fiallos; 1780, Тегусигальпа, Генерал-капитанство Гватемала — 5 апреля 1869, Тегусигальпа) — гондурасский государственный и военный деятель,  Верховный правитель штата Гондурас Соединённые провинции Центральной Америки (30 октября 1827 — 27 ноября 1827). Консервативный политик.
Член консервативной партии. Образование получил в Colegio Seminario de Guatemala.
В сентябре 1827 года был назначен главой государства Конгрессом, созванным подполковником Хосе Хусто Мильей. Его правительство было временным из-за существующих политических и социальных трудностей в стране. 